# КОНМЕБОЛ
КОНМЕБОЛ (ісп. CONMEBOL від ісп. CONfederacion SudaMEricana de FutBOL) — Південноамериканська футбольна конфедерація — орган управління футболом у Південній Америці, який об'єднує футбольні федерації більшості країн континенту та є однією з шістьох континентальних конфедерацій, що входять до ФІФА.
Конфедерація створена 9 липня 1916 року за ініціативою футбольної асоціації Уругваю, до якої приєдналися керівні футбольні органи Бразилії, Аргентини та Чилі. Поступово організація розширювалася і у 1952 році, з приєднанням Федерації футболу Венесуели, досягла сучасного розміру. До Південноамериканської футбольної конфедерації входять футбольні федерації усіх країн континенту за винятком Гаяни, Суринаму та департаменту Французька Гвіана, які з історичних, політичних та культурних міркувань входять до Північноамериканської футбольної конфедерації КОНКАКАФ.

## Країни-члени
До КОНМЕБОЛ входять футбольні федерації 10 країн, що робить її найменшою за кількістю членів конфедерацією у світовому футболі.
| Країна    | Федерація                          | Заснована | Приєдналася | Національна збірна |
| --------- | ---------------------------------- | --------- | ----------- | ------------------ |
| Аргентина | Аргентинська футбольна асоціація   | 1893      | 1916        | ARG                |
| Болівія   | Федерація футболу Болівії          | 1925      | 1926        | BOL                |
| Бразилія  | Бразильська футбольна конфедерація | 1914      | 1916        | BRA                |
| Венесуела | Федерація футболу Венесуели        | 1926      | 1952        | VEN                |
| Еквадор   | Еквадорська федерація футболу      | 1925      | 1927        | ECU                |
| Колумбія  | Федерація футболу Колумбії         | 1924      | 1936        | COL                |
| Парагвай  | Асоціація футболу Парагваю         | 1906      | 1921        | PAR                |
| Перу      | Федерація перуанського футболу     | 1922      | 1925        | PER                |
| Уругвай   | Асоціація футболу Уругваю          | 1899      | 1916        | URU                |
| Чилі      | Федерація футболу Чилі             | 1895      | 1916        | CHI                |

## Змагання

### На рівні збірних
Головним регіональним змаганням на рівні збірних, що проводиться під егідою КОНМЕБОЛ, є Кубок Америки з футболу, більше відомий за назвою Копа Америка (ісп. Copa América). Змагання проводиться з 1916, року заснування конфедерації. Кубок проводиться раз на 2-4 роки, участь у ньому беруть національні збірні усіх країн регіону, а також дві запрошені збірні, що представляють інші футбольні конфедерації.
Також Південноамериканська футбольна конфедерація на регулярній основі організовує і проводить континентальні чемпіонати серед юнацьких, молодіжних та жіночих збірних з футболу, а також чемпіонати з футзалу серед чоловіків, жінок та юнаків.

### Клубні
Основними діючими континентальними змаганнями на клубному рівні є:
- Кубок Лібертадорес (ісп. Copa Libertadores) — головний клубний турнір, у якому беруть участь чемпіони країн регіону.
- Південноамериканський кубок (ісп. Copa Sudamericana) — другий за престижністю турнір, у якому кожна з країн КОНМЕБОЛ представлена декількома клубами в залежності від рейтнгу свого чемпіонату.
- Рекопа Південної Америки (ісп. Recopa Sudamericana) — своєрідний Суперкубок континенту, участь у якому беруть переможці двох попередніх змагань.

Також, починаючи з 2009 року, проводиться Кубок Лібертадорес серед жіночих клубних команд (ісп. Copa Libertadores de Fútbol Femenino).

## Участь у чемпіонатах світу
КОНМЕБОЛ була серед ініціаторів організації чемпіонатів світу футболу, а одна з країн-членів конфедерації — Уругвай ― була господарем першого фінального турніру цього змагання у 1930 році.
Наразі КОНМЕБОЛ є однією з двох найуспішніших континентальних футбольних конфедерацій з точки зору успіхів на світових чемпіонатах, збірні південноамериканських країн десять разів ставали чемпіонами світу. Більше перемог лише у представників зони УЄФА ― 12.
Рекорд з кількості світових трофеїв належить саме представнику Південноамериканської футбольної конфедерації — п'ятикратним чемпіонам світу збірній Бразилії.
Країни зони КОНМЕБОЛ п'ять разів приймали фінальні турніри чемпіонатів світу. Дев'ять з десяти національних збірних країн-членів конфедерації брали участь у фінальних турнірах світових футбольних форумів, винятком залишається збірна Венесуели.
Результати виступів на чемпіонатах світу:
| Збірна    | 1930   | 1934 | 1938   | 1950   | 1954 | 1958   | 1962   | 1966 | 1970   | 1974 | 1978   | 1982 | 1986   | 1990   | 1994   | 1998   | 2002   | 2006 | 2010 | 2014   | 2018 | 2022   | Усього |
| --------- | ------ | ---- | ------ | ------ | ---- | ------ | ------ | ---- | ------ | ---- | ------ | ---- | ------ | ------ | ------ | ------ | ------ | ---- | ---- | ------ | ---- | ------ | ------ |
| Аргентина | Срібло | У    |        |        |      | У      | У      | 1/4  |        | 1/8  | Золото | 1/8  | Золото | Срібло | 1/8    | 1/4    | У      | 1/4  | 1/4  | Срібло | 1/8  | Золото | 18     |
| Болівія   | У      |      |        | У      |      |        |        |      |        |      |        |      |        |        | У      |        |        |      |      |        |      |        | 3      |
| Бразилія  | У      | У    | Бронза | Срібло | 1/4  | Золото | Золото | У    | Золото | 4-те | Бронза | 1/8  | 1/4    | 1/8    | Золото | Срібло | Золото | 1/4  | 1/4  | 4-те   | 1/4  | 1/4    | 22     |
| Венесуела |        |      |        |        |      |        |        |      |        |      |        |      |        |        |        |        |        |      |      |        |      |        | 0      |
| Колумбія  |        |      |        |        |      |        | У      |      |        |      |        |      |        | 1/8    | У      | У      |        |      |      | 1/4    | 1/8  | 6      |        |
| Еквадор   |        |      |        |        |      |        |        |      |        |      |        |      |        |        |        |        | У      | 1/8  |      | У      |      | у      | 4      |
| Парагвай  | У      |      |        | У      |      | У      |        |      |        |      |        |      | 1/8    |        |        | 1/8    | 1/8    | У    | 1/4  |        |      |        | 8      |
| Перу      | У      |      |        |        |      |        |        |      | 1/4    |      | 1/8    | У    |        |        |        |        |        |      |      |        | У    |        | 5      |
| Уругвай   | Золото |      |        | Золото | 4-те |        | У      | 1/4  | 4-те   | У    |        |      | 1/8    | 1/8    |        |        | У      |      | 4-те | 1/8    | 1/4  | у      | 14     |
| Чилі      | У      |      |        | У      |      |        | Бронза | У    |        | У    |        | У    |        |        |        | 1/8    |        |      | 1/8  | 1/8    |      |        | 9      |
| Усього    | 7      | 2    | 1      | 5      | 2    | 3      | 5      | 4    | 3      | 4    | 3      | 4    | 4      | 4      | 4      | 5      | 5      | 4    | 5    | 6      | 5    | 5      | 90     |

Легенда
- – Золото
- – Срібло
- – Бронза
- 4-те – четверте місце
- 1/4 – чвертьфіналіст

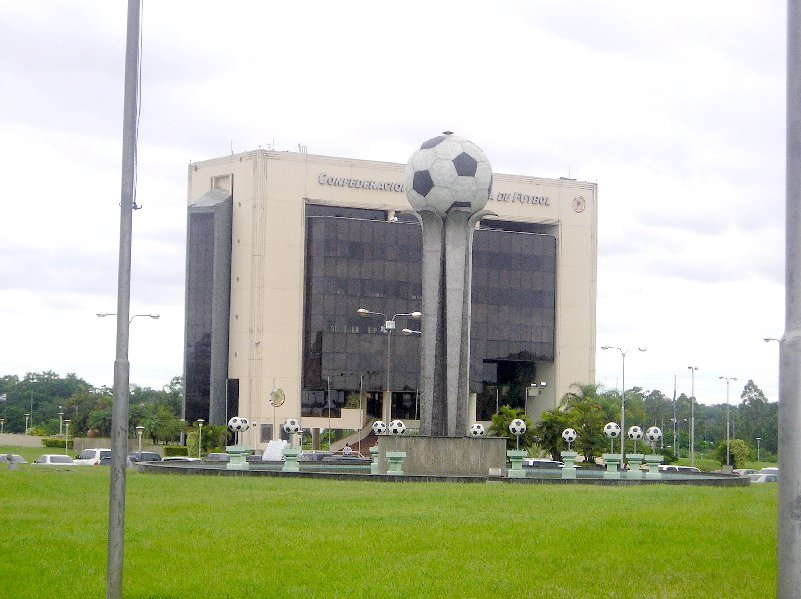
Штаб-квартира КОНМЕБОЛ у Луке, Парагвай

- 1/8 – учасник 2-го етапу фінального турніру (з 1986: учасник 1/8 фіналу; протягом 1974–1978 — учасник другого групового етапу з 8 команд; 1982: учасник другого групового етапу з 12 команд)
- У – учасник фінального турніру
- — Країна-господар фінального турніру

## Рейтинг збірних команд
| Регіональний рейтинг | Світовий рейтинг | Країна    | Очки |
| -------------------- | ---------------- | --------- | ---- |
| 1                    | 1                | Бразилія  | 1841 |
| 2                    | 2                | Аргентина | 1838 |
| 3                    | 16               | Уругвай   | 1627 |
| 4                    | 17               | Колумбія  | 1613 |
| 6                    | 31               | Чилі      | 1507 |
| 5                    | 21               | Перу      | 1564 |
| 9                    | 55               | Венесуела | 1406 |
| 8                    | 46               | Парагвай  | 1445 |
| 7                    | 41               | Еквадор   | 1477 |
| 10                   | 82               | Болівія   | 1295 |

Станом на 3 квітня 2023